# Eugene Pallette
Eugene Pallette (n. 8 iulie 1889 – d. 3 septembrie 1954) a fost un actor american de film.

## Filmografie (selecție)

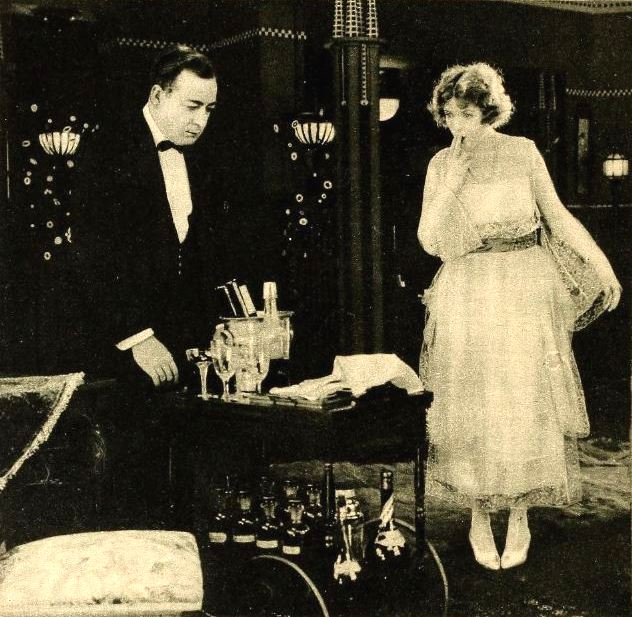
In Fair and Warmer (1920)

- Nașterea unei națiuni (1915) - nemenționat
- The Highbinders (1915)
- The Story of a Story (1915)
- The Spell of the Poppy (1915)
- Sunshine Dad (1916)
- Intoleranță (1916)
- Gretchen the Greenhorn (1916)
- The World Apart (1917)
- Tarzan of the Apes (1918)
- Fair and Warmer (1919)
- Parlor, Bedroom and Bath (1920)
- Cei trei muschetari (1921)
- Two Kinds of Women (1922)
- The Ten Commandments (1923)
- North of Hudson Bay (1923)
- The Wolf Man (1924)
- The Cyclone Rider (1924)
- Wandering Husbands (1924)
- Stupid, But Brave (1924)
- The Light of Western Stars (1925)
- Mantrap (1926)
- Should Men Walk Home? (1927)
- Fluttering Hearts (1927)
- Sugar Daddies (1927)
- The Second Hundred Years (1927)
- The Battle of the Century (1927)
- Lights of New York (1928)
- Out of the Ruins (1928)
- The Canary Murder Case (1929)
- The Virginian (1929)
- The Love Parade (1929)
- The Border Legion (1930)
- Follow Thru (1930)
- Paramount on Parade (1930)
- Playboy of Paris (1930)
- Slightly Scarlet (1930)
- Fighting Caravans (1931)
- The Stolen Jools aka The Slippery Pearls (1931)
- Girls About Town (1931)
- It Pays to Advertise (1931)
- Huckleberry Finn (1931)
- Shanghai Express (1932)
- Dancers in the Dark (1932)
- Wild Girl (1932)
- The Half-Naked Truth (1932)
- Hell Below (1933)
- The Kennel Murder Case (1933)
- I've Got Your Number (1934)
- Strictly Dynamite (1934)
- Caravan (1934)
- One Exciting Adventure (1934)
- The Dragon Murder Case (1934)
- Black Sheep (1935)
- Bordertown (1935)
- The Ghost Goes West (1935)
- Steamboat Round the Bend (1935)
- Dishonour Bright (1936)
- The Golden Arrow (1936)
- My Man Godfrey (1936)
- Stowaway (1936)
- Topper (1937)
- One Hundred Men and a Girl (1937)
- The Adventures of Robin Hood (1938)
- There Goes My Heart (1938)
- Domnul Smith merge la Washington (1939)
- Young Tom Edison (1940)
- The Mark of Zorro (1940)
- It's a Date (1940)
- The Lady Eve (1941)
- The Bride Came C.O.D. (1941)
- The Big Street (1942)
- Almost Married (1942)
- Lady in a Jam (1942)
- The Male Animal (1942)
- Tales of Manhattan (1942)
- The Forest Rangers (1942)
- Slightly Dangerous (1943)
- It Ain't Hay (1943)
- Heaven Can Wait (1943)
- The Gang's All Here (1943)
- In the Meantime, Darling (1944)
- Pin-up Girl (1944)
- Lake Placid Serenade (1944)
- Step Lively (1944)
- Sensations of 1945 (1944)
- The Cheaters (1945)
- Suspense (1946)